# NGC 4949
NGC 4949 est une galaxie spirale barrée située dans la constellation de la Chevelure de Bérénice. Sa vitesse par rapport au fond diffus cosmologique est de 7 087 ± 18 km/s, ce qui correspond à une distance de Hubble de 104,5 ± 7,3 Mpc (∼341 millions d'al). NGC 4949 a été découverte par l'astronome prussien Heinrich Louis d'Arrest en 1865.
La désignation ABELL 1656:[GMP83] 0567 par la base de données NASA/IPAC indique que NGC 4949 est un membre d'Abell 1656 et donc de l'amas de la Chevelure de Bérénice. Elle figure dans le catalogue de Godwin, Metcalfe et Peach publié en 1983.